# Alberto Franceschi
Alberto Franceschi González (Miranda, estado Carabobo, Venezuela, 20 de mayo de 1947) es un político y empresario venezolano. Fue líder de la izquierda trotskista venezolana e internacional. Actualmente es opositor al chavismo y partidario de la derecha.

## Biografía
Nació en Miranda, estado Carabobo el 20 de mayo de 1947.

### Inicios
Fue dirigente del Movimiento de Izquierda Revolucionaria en la Universidad de Carabobo. Fue miembro fundador del Partido Socialista de los Trabajadores, un movimiento marxista, del cual fue secretario general en los años ochenta. 
Acompañó a Nahuel Moreno en la fundación y en la máxima dirección por 8 años de la Liga Internacional de los Trabajadores - Cuarta Internacional (LIT-CI), que combatía de forma intransigente todos los gobiernos estalinistas del mundo entero, llegando a actuar clandestinamente de forma sostenida en los países bajo tiranías rojas tras la cortina de hierro y en la propia URSS, hasta su derrumbe provocado por las revoluciones políticas democráticas.
Tras aquello, Franceschi abandona toda actividad política y su ideal trotskista, con la que entró en abierta contradicción debido al mal camino que se estaba tomando como ideología. Se dedicó a la empresa privada de transporte pesado, y de forma simultánea, a la agricultura y la cría.

### Años 1990 y 2000
En 1996, regresa a la actividad política, pero esta vez bajo una ideológico diferente. Pasó a ser miembro de Proyecto Venezuela, y se dedicó en construir el partido para todo el país. En 1998, fue designado jefe de campaña del candidato presidencial del exgobernador del estado Carabobo, Henrique Salas Römer. Aunque Römer perdería las elecciones ante Hugo Chávez, en las mismas, es elegido diputado. Pasó a ser jefe de la fracción parlamentaria de Proyecto Venezuela.
Franceschi formaría parte de la Asamblea Nacional Constituyente de 1999. El 3 de agosto de ese año, durante un acto, celebrado en el Aula Magna de la Universidad Central de Venezuela, tras las palabras de Luis Miquilena en la que declaró "el carácter originario de la asamblea", Franceschi expresó: "Una calamidad".
Durante los gobiernos de Hugo Chávez y de su sucesor, Nicolás Maduro, Franceschi se caracterizó por defender sus propuestas, además de contradecir y criticar con mayor radicalismo a los planteamientos políticos de la llamada "oposición democrática", calificándola como "blandengue" y afín de una supuesta cohabitación con el régimen chavista. A raíz de sus posiciones, Franceschi fue perseguido judicialmente por el gobierno de turno, lo que le llevó a exiliarse en los Estados Unidos en diciembre de 2013.

### Actualidad
En el exilio, Franceschi lidera un movimiento, llamado Repúblicos. Dicho movimiento, busca un acercamiento y alineamiento férreo con los Estados Unidos, además de proponer ideas para la creación de una nueva República de Venezuela. Es columnista en varios periódicos digitales y desarrolla una gran actividad en las redes sociales. Franceschi se ha declarado partidario de Vox, partido con el cual ha mantenido contactos con algunos de sus dirigentes.